# Junkers K 47
Bei dem Flugzeug Junkers K 47 handelt es sich um eine im Jahr 1928 von Junkers entwickelte militärische Variante der Junkers A 48.

## Entwicklung
Die K 47 war als zweisitziges Jagdflugzeug und Jagdbomber in Tiefdeckerbauweise ausgelegt und spielte eine Rolle sowohl bei der Erstellung des Konzepts der Sturzkampfflugzeuge als auch der Zerstörer. Die Entwicklung des Sturzkampfflugzeugs Ju 87 baute auf der K 47 auf.
Die K 47 war das erste Jagdflugzeug, das eine Heckbewaffnung in Form eines Maschinengewehrs besaß. Dieses wurde vom hinter dem Piloten sitzenden Bordschützen bedient. Das Muster war ein wirtschaftlicher Misserfolg. Lediglich zwei Stück wurden in die UdSSR verkauft, eines wohl auch an Japan. China bezog zwölf Maschinen von der AB Flygindustri in Limhamn, der Junkersniederlassung in Schweden. Einige wurden zurückgebaut und nach Deutschland an die DVL verkauft, die damit Experimente zum Sturzkampfflug ausführte.

## Motor-Varianten
- K 47b Bristol Jupiter VII mit 323 kW (440 PS)
- K 47ba BMW Hornet mit 441 kW (600 PS)
- K 47bo Pratt & Whitney R-1340 mit 330 kW (448 PS)
- K 47cae Armstrong Siddeley Jaguar Major GF mit 419 kW (570 PS)
- K 47ce Armstrong Siddeley Jaguar S mit 338 kW (460 PS)
- K 47cu Armstrong-Siddeley Jaguar Major S mit 368 kW (500 PS)
- K 47di Bristol Jupiter VI mit 356 kW (484 PS)
- K 47dy Siemens Sh 20 mit 397 kW (540 PS)

## Technische Daten

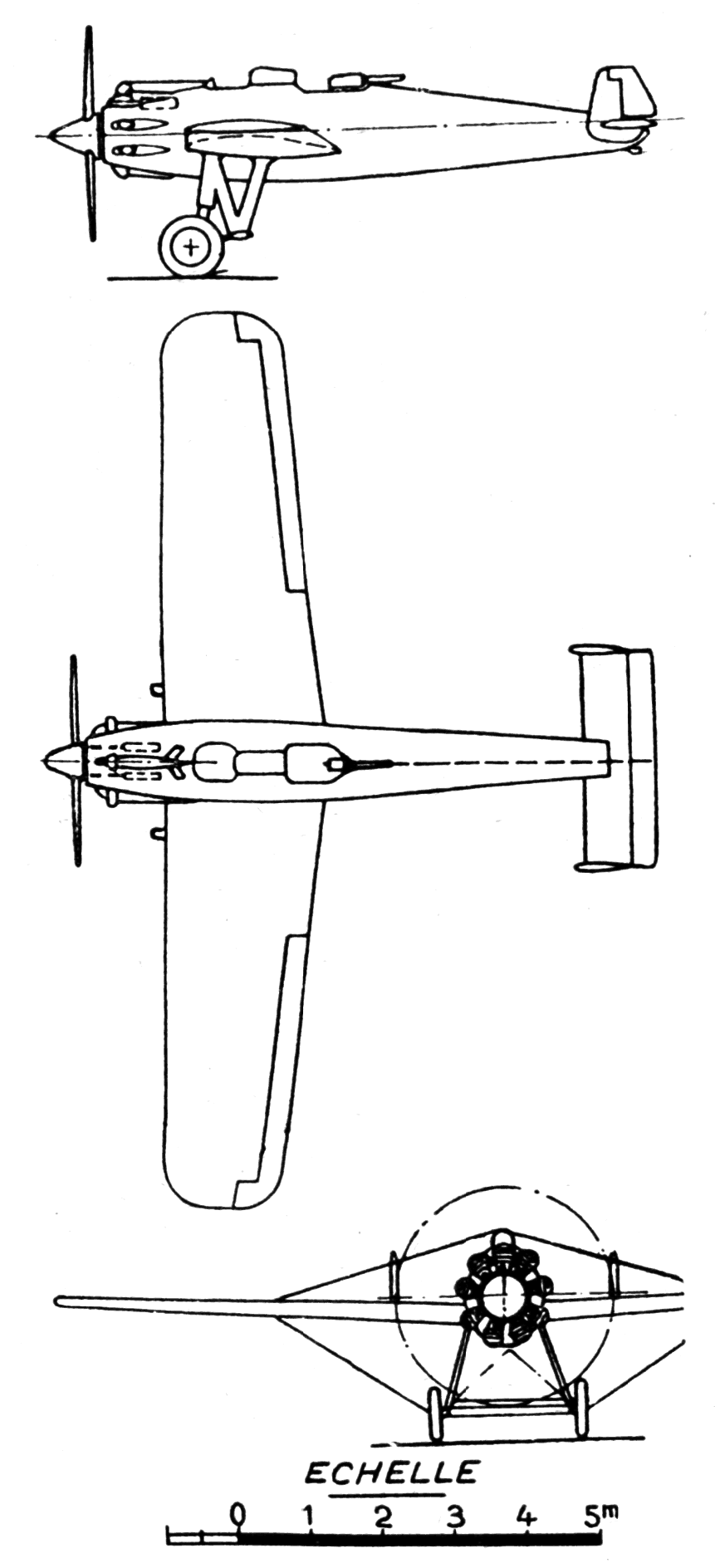
Dreiseitenriss

| Kenngröße             | Daten                |
| --------------------- | -------------------- |
| Besatzung             | 2                    |
| Spannweite            | 12,40 m              |
| Länge                 | 8,55 m               |
| Höhe                  | 2,80 m               |
| Flügelfläche          | 22,80 m²             |
| max. Startmasse       | 1635 kg              |
| Höchstgeschwindigkeit | 300 km/h (BMW-Motor) |
| Reichweite            | 480 km               |